# Mitchell (Kornwalia)
Mitchell – wieś w Anglii, w Kornwalii. Leży 46 km na północny wschód od miasta Penzance i 366 km na zachód od Londynu.